# Béla Kremo
Béla José Kremo (* 20. Mai 1911 in Berlin; † 14. Januar 1978 in Zürich) war ein Schweizer Jongleur. Er galt zu seiner Zeit als einer der weltbesten Artisten dieser Sparte und trat international in Erscheinung.

## Leben und Wirken
Béla Kremo wurde am 20. Mai 1911 in Berlin geboren. Er war der Spross einer Artisten-Dynastie, die aus Tschechien stammte und ursprünglich Kremka hieß. Obwohl während eines Engagements seiner Eltern in Berlin geboren, war er Schweizer Staatsbürger. Sein Großvater Josef Kremo war als Kind von zu Hause ausgerissen, zum Zirkus gegangen und Hochseilartist sowie Ikarier geworden; die Urgroßmutter war Kunstreiterin. Der Vater Karl Kremo gründete die Familientruppe Die Kremos und trat mit ihr in Zirkussen und Varieté-Theatern in ganz Europa auf. Bereits mit 5 Jahren stand der kleine Béla mit Vater und Geschwistern in der Manege und ließ sich in die Luft schleudern. Zunehmend interessierte er sich jedoch mehr für das Jonglieren, lernte durch aufmerksames Zuschauen und ging bei einem befreundeten Jongleur in die Lehre. Mit 20 Jahren gab er sein Debüt mit einer Jonglier-Nummer im Apollo-Theater im dänischen Aalborg; dort trat er unter dem Shownamen Trenton im Programm seiner Familie auf.
Ab 1934 trat er als Solo-Artist unter seinem Namen Béla Kremo in Erscheinung und entwickelte als Jongleur einen eigenen Stil, der ihn international bekannt machen sollte: Er benutzte beim Jonglieren ausschließlich drei gleiche Objekte, neben Bällen unter anderem Zigarren und Zigarrenkisten. Er trat immer im Anzug auf und setzte bei seinen Nummern Attribute eines englischen Gentleman wie Bowler-Hut und Handschuhe gezielt ein; daher wurde er unter dem Beinamen „Der Gentleman-Jongleur“ berühmt. Während des Zweiten Weltkriegs arbeitete er in Deutschland: In dem 1942/1943 von Wolfgang Staudte für die Tobis gedrehten Artisten-Film Akrobat Schö-ö-ön übernahm er neben dem berühmten spanischen Clown Charlie Rivel eine Rolle als Jongleur und spielte sich selber. Während dieser Zeit war er als Show-Act am Chinateatern im neutralen Schweden neben US-amerikanischen, dänischen, schwedischen und auch deutschen Artisten und Künstlern aus Berlin engagiert. In den 1950er Jahren arbeitete er verstärkt in Nordamerika, unter anderem im Capitol-Theater in New York City, und wurde dort von der Presse sehr positiv aufgenommen.  Im deutschen Fernsehen war er 1953 in der Show Knallbonbons gemeinsam mit Angèle Durand und den Hiller-Girls zu sehen. In den 1960er Jahren trat er auch im amerikanischen Fernsehen auf. Seit 1970 präsentierte er eine gemeinsame Jonglier-Nummer mit seinem Sohn Kris Kremo (* 1951); mit 65 Jahren zog er sich aus dem Showgeschäft zurück. Kris Kremo entwickelte die Jonglier-Programme im Sinne seines Vaters als „Gentleman Jongleur“ solo weiter und trat damit in Las Vegas auf. Kremo starb am 14. Januar 1978 oder 1979 in Zürich.